# Enzo Scifo
Vincenzo Daniele „Enzo“ Scifo (* 19. Februar 1966 in La Louvière, Provinz Hennegau) ist ein ehemaliger belgischer Fußballspieler. Der Mittelfeldspieler zählt zu den besten Fußballern Belgiens überhaupt. Mit seinem Heimatland nahm er an vier Fußball-Weltmeisterschaften teil. Auf Vereinsebene spielte Scifo für den RSC Anderlecht und verschiedene Vereine in Italien und Frankreich. Seit 2001 betätigt er sich als Trainer; derzeit betreut er die belgische U21 der Männer.

## Jugend
Vincenzo Daniele Scifo stammt aus La Louvière, einer Industriestadt in der belgischen Provinz Hennegau. Er ist der Sohn italienischer Einwanderer und hat zwei ältere Geschwister. Das Arbeiterkind spielte zunächst auf den Straßen seines Stadtviertels Haine-Saint-Paul Fußball, bevor er mit sieben Jahren in die Jugendmannschaft des R.A.A. La Louvière eintrat. Der technisch begabte Enzo war ein Ausnahmetalent, der aufgrund seiner Geniestreiche und zahlreichen Tore (432 Tore in vier Jahren) auf sich aufmerksam machte und ihm den Spitznamen „kleiner Pelé“ einbrachten. Wenig überraschend geriet er in das Blickfeld des RSC Anderlecht, die den 14-Jährigen verpflichteten. Ab 1980 wurde Scifo in der Nachwuchsabteilung des belgischen Rekordmeisters fußballerisch ausgebildet.

## Vereinskarriere
Schon mit 17 Jahren debütierte Scifo in Belgiens erster Liga und erlebte in den folgenden Monaten einen nahezu kometenhaften Aufstieg. Der Jungstar zeigte keine Anpassungsschwierigkeiten und avancierte zum Dreh- und Angelpunkt im offensiven Mittelfeld des RSC Anderlecht. Am Ende seiner Premierensaison erhielt er die Auszeichnung als „Belgiens Fußballer des Jahres“ und stand im Finale des UEFA-Pokals, unterlag allerdings Tottenham Hotspur (1:1; 1:1, 3:4 i. E.). Schon als junger Spieler überzeugte Scifo als „klassischer Zehner“ und bestach durch Technik, Spielübersicht, Passspiel und Torinstinkt. Mit Anderlecht gewann er von 1985 bis 1987 dreimal in Folge die belgische Meisterschaft. Der Jungstar wurde von zahlreichen europäischen Spitzenvereinen beobachtet. Scifo wollte in das Land seiner Eltern und wechselte im Sommer 1987 zu Inter Mailand nach Italien.
In der Serie A konnte er sich gegen die anderen Stars im Kader der Nerazzurri nicht durchsetzen. Zwar kam er auf 28 Einsätze, konnte sich aber niemals endgültig etablieren. Nach nur einer Saison kehrte er Italien wieder den Rücken und unterschrieb bei Girondins Bordeaux in Frankreich. Nach starkem Beginn versank er nach und nach ein weiteres Mal in der Anonymität, durch Verletzungen ebenso zurückgeworfen wie durch Konflikte mit den etablierten Führungsspielern. Obwohl gegen Ende der Saison sein Landsmann Raymond Goethals das Traineramt übernahm, wurde Scifo nicht zuletzt aufgrund seines hohen Gehalts zum Abschied gedrängt.
Scifo wechselte 1989 innerhalb der Ligue 1 zum AJ Auxerre, wo Trainerlegende Guy Roux es vermochte, die Fähigkeiten des Belgiers wieder wachzurufen. Er vertraute ihm die Spielmacherrolle an und obgleich Scifo AJA als „einen großen Klub unter den Mittelmäßigen“ bezeichnete, blühte er wieder auf. Als offensive Spitze eines dreiköpfigen Mittelfeldes fand er zu alter Stärke. Nach zwei überragenden Jahren in der Bourgogne hatte Scifo verhindert, dass man ihn als „ewiges Talent“ abstempelte. Er fühlte sich stark genug, um einen neuen Anlauf in Italien zu versuchen.
Scifo wurde an den AC Turin verkauft und spielte zwei Jahre für die Roten, mit denen er 1992 im UEFA-Pokal-Finale an Ajax Amsterdam scheiterte. Wiederum hatte Scifo ein Finale verloren. 1993 gewann er mit Turin den Pokal (Coppa Italia).
Anschließend wechselte er erneut nach Frankreich und schloss sich dem AS Monaco an. Hier führte er vier Jahre lang als gereifter Spielmacher im Mittelfeld Regie. Der AS war eine Spitzenmannschaft und mit Spielern wie Fabien Barthez, Emmanuel Petit, Thierry Henry, David Trezeguet und Victor Ikpeba besetzt. Höhepunkt seiner Zeit im Fürstentum war, als man 1997 die französische Meisterschaft an die Côte d’Azur holte.
Nach diesem Erfolg und zehn Jahren in Italien und Frankreich entschloss sich der 31-Jährige seine Karriere zu beenden, wo sie begonnen hatte, und kehrte nach Anderlecht zurück. Der Altstar wusste durch seine Routine und Erfahrung die Mannschaft zu verstärken und wurde 2000 nochmals Meister, bevor ständige Verletzungen seiner Karriere ein Ende bereiteten. Nach einer schweren Schlüsselbeinverletzung versuchte er beim kleinen Provinzklub SC Charleroi einen Neuanfang, doch eine Knieverletzung machte die Fortsetzung der Karriere unmöglich. Nach 18 Jahren Profifußball beendete Scifo seine Laufbahn 2001. „Ein Arzt fragte sich einst, wie ich es mit einer Hüfte in diesem Zustand überhaupt so lange als Fußballer ausgehalten habe“, offenbarte Enzo später.

## Karriere in der Nationalmannschaft
Im Sommer 1984 nahm Belgiens Fußballer des Jahres die belgische Staatsbürgerschaft an, um an der Europameisterschaft in Frankreich teilnehmen zu können. Sein erstes Länderspiel bestritt er vor dem Turnier gegen Ungarn. Bei der EM, an der Scifo teilnahm, schied Belgien nach einem Sieg und zwei Niederlagen in der Vorrunde aus.
Mit Belgien spielte er eine erfolgreiche Weltmeisterschaft 1986 in Mexiko und drang bis ins Halbfinale vor, wo man gegen den späteren Weltmeister Argentinien mit 0:2 das Nachsehen hatte. Am Ende belegten die „Rode Duivels“ mit dem 4. Platz die bis dahin beste Platzierung ihrer Geschichte. Scifo war in allen sieben Partien zum Einsatz gekommen und hatte zwei Tore geschossen (Vorrunde gegen den Irak und im Achtelfinale gegen die Sowjetunion). Bei einer nachträglichen Wahl wurde er zum besten Nachwuchsspieler des Turniers gewählt. Nach diesem Turnier hatte er sich auch im Nationaldress als etatmäßige Nummer zehn durchgesetzt.
1990 in Italien waren die Erwartungen an die Belgier hoch, und auch an Scifo knüpften die Fußballfans ihre Hoffnungen. Scifo spielte eine starke Endrunde und traf in der Vorrunde gegen Uruguay. Doch im Achtelfinale musste man nach der 0:1-Niederlage gegen England die Segel streichen.
Seine dritte Weltmeisterschaft bestritt Scifo 1994 in den USA. Nachdem er mit Belgien die Vorrunde überstanden hatte, war wieder im Achtelfinale Schluss, als man Deutschland mit 2:3 unterlag. Scifo hatte in diesem Spiel mit Matthias Sammer einen starken Gegenspieler gehabt, der ihn nicht zur Entfaltung hatte kommen lassen. Scifo wurde in Belgien für das Ausscheiden mitverantwortlich gemacht.
Sein letzter großer Auftritt sollte das Turnier 1998 im Nachbarland Frankreich werden. Doch bereits in der Gruppenphase war Endstation für die Belgier, die insgesamt enttäuscht hatten. Scifo selbst war nur in zwei Partien zum Einsatz gekommen, da er mit Trainer Georges Leekens im Streit lag. Nach dem Turnier verkündete Enzo Scifo seinen Rücktritt aus der Nationalelf (84 Spiele / 19 Tore). Somit war das Vorrundenspiel gegen Südkorea (1:1) am 25. Juni 1998 seine letzte Partie, als er in der 65. Minute ausgewechselt wurde.
Er ist einer von nur 14 Spielern, die an vier Weltmeisterschaften teilgenommen haben.

## Erfolge
- Belgischer Meister: 1984/85, 1985/86, 1986/87, 1999/2000
- Belgischer Supercup: 1985 und 1987
- Französischer Meister: 1996/97
- Coppa Italia: 1992/93
- WM-Vierter: 1986
- Belgiens Fußballer des Jahres 1984

## Saisonstatistik
| Verein             | Liga            | Saison          | Liga   | Liga | Nat. Pokal | Nat. Pokal | Europapokal | Europapokal | Andere | Andere | Gesamt | Gesamt |
| Verein             | Liga            | Saison          | Spiele | Tore | Spiele     | Tore       | Spiele      | Tore        | Spiele | Tore   | Spiele | Tore   |
| ------------------ | --------------- | --------------- | ------ | ---- | ---------- | ---------- | ----------- | ----------- | ------ | ------ | ------ | ------ |
| RSC Anderlecht     | Erste Division  | 1983/84         | 25     | 5    | 2          | 0          | 8           | 1           | -      | -      | 33     | 6      |
| RSC Anderlecht     | Erste Division  | 1984/85         | 30     | 14   | 6          | 2          | 6           | 1           | -      | -      | 45     | 17     |
| RSC Anderlecht     | Erste Division  | 1985/86         | 31     | 5    | 2          | 0          | 5           | 2           | -      | -      | 38     | 7      |
| RSC Anderlecht     | Erste Division  | 1986/87         | 33     | 8    | 7          | 0          | 5           | 1           | -      | -      | 45     | 9      |
| Gesamt             | Gesamt          | Gesamt          | 119    | 32   | 17         | 2          | 24          | 5           | -      | -      | 161    | 39     |
| Inter Mailand      | Serie A         | 1987/88         | 28     | 4    | 10         | 0          | 6           | 1           | -      | -      | 44     | 5      |
| Gesamt             | Gesamt          | Gesamt          | 28     | 4    | 10         | 0          | 6           | 1           | -      | -      | 44     | 5      |
| Girondins Bordeaux | Division 1      | 1988/89         | 24     | 7    | -          | -          | 6           | 1           | -      | -      | 30     | 8      |
| Gesamt             | Gesamt          | Gesamt          | 24     | 7    | -          | -          | 6           | 1           | -      | -      | 30     | 8      |
| AJ Auxerre         | Division 1      | 1989/90         | 33     | 11   | 2          | 0          | 9           | 5           | -      | -      | 44     | 16     |
| AJ Auxerre         | Division 1      | 1990/91         | 34     | 14   | 3          | 0          | -           | -           | -      | -      | 37     | 14     |
| Gesamt             | Gesamt          | Gesamt          | 67     | 25   | 5          | 0          | 9           | 5           | -      | -      | 81     | 30     |
| AC Turin           | Serie A         | 1991/92         | 30     | 9    | 5          | 0          | 11          | 2           | -      | -      | 46     | 11     |
| AC Turin           | Serie A         | 1992/93         | 32     | 7    | 6          | 2          | 4           | 0           | -      | -      | 42     | 9      |
| Gesamt             | Gesamt          | Gesamt          | 62     | 16   | 11         | 2          | 15          | 2           | -      | -      | 88     | 20     |
| AS Monaco          | Division 1      | 1993/94         | 31     | 6    | 2          | 0          | 11          | 2           | -      | -      | 44     | 8      |
| AS Monaco          | Division 1      | 1994/95         | 11     | 2    | 2          | 1          | -           | -           | -      | -      | 13     | 3      |
| AS Monaco          | Division 1      | 1995/96         | 34     | 7    | 6          | 3          | 2           | 0           | -      | -      | 42     | 10     |
| AS Monaco          | Division 1      | 1996/97         | 15     | 5    | 3          | 0          | 5           | 0           | -      | -      | 23     | 5      |
| Gesamt             | Gesamt          | Gesamt          | 91     | 20   | 13         | 4          | 18          | 2           | -      | -      | 122    | 26     |
| RSC Anderlecht     | Erste Division  | 1997/98         | 30     | 4    | 2          | 1          | 5           | 1           | -      | -      | 37     | 6      |
| RSC Anderlecht     | Erste Division  | 1998/99         | 27     | 8    | 1          | 1          | 3           | 0           | -      | -      | 31     | 9      |
| RSC Anderlecht     | Erste Division  | 1999/00         | 20     | 2    | 2          | 1          | 1           | 0           | -      | -      | 23     | 3      |
| Gesamt             | Gesamt          | Gesamt          | 77     | 14   | 5          | 3          | 9           | 1           | -      | -      | 91     | 18     |
| Sporting Charleroi | Erste Division  | 2000/01         | 12     | 3    | 1          | 0          | -           | -           | -      | -      | 13     | 3      |
| Gesamt             | Gesamt          | Gesamt          | 12     | 3    | 1          | 0          | -           | -           | -      | -      | 13     | 3      |
| Karriere Gesamt    | Karriere Gesamt | Karriere Gesamt | 480    | 121  | 62         | 11         | 87          | 17          | -      | -      | 629    | 149    |

## Karriere als Trainer
Im Anschluss an seiner Spielerkarriere betreute Scifo seinen letzten Klub, den SC Charleroi, als Trainer. Danach arbeitete er für den AFC Tubize und seitdem er 2009 bei Excelsior Mouscron entlassen wurde, war er ohne Anstellung.
Am 28. Februar 2012 unterzeichnete Scifo einen Vertrag bei RAEC Mons bis 30. Juni 2013, nachdem Trainer Dennis van Wijk im Anschluss an seine Aussage, dass er seinen Vertrag in der kommenden Saison nicht verlängern würde, seines Amtes enthoben wurde.
Seit 2015 trainiert er Belgiens U-21.